# Tommaso Ottaviano II Ghilini
Tommaso Ottaviano II Ghilini, marchese di Maranzana, Gamalero e Sezzè (Alessandria, 1º settembre 1667 – Alessandria, 3 ottobre 1748), è stato un nobile e politico italiano, appartenente all'antica famiglia nobile alessandrina dei Ghilini.

## Biografia

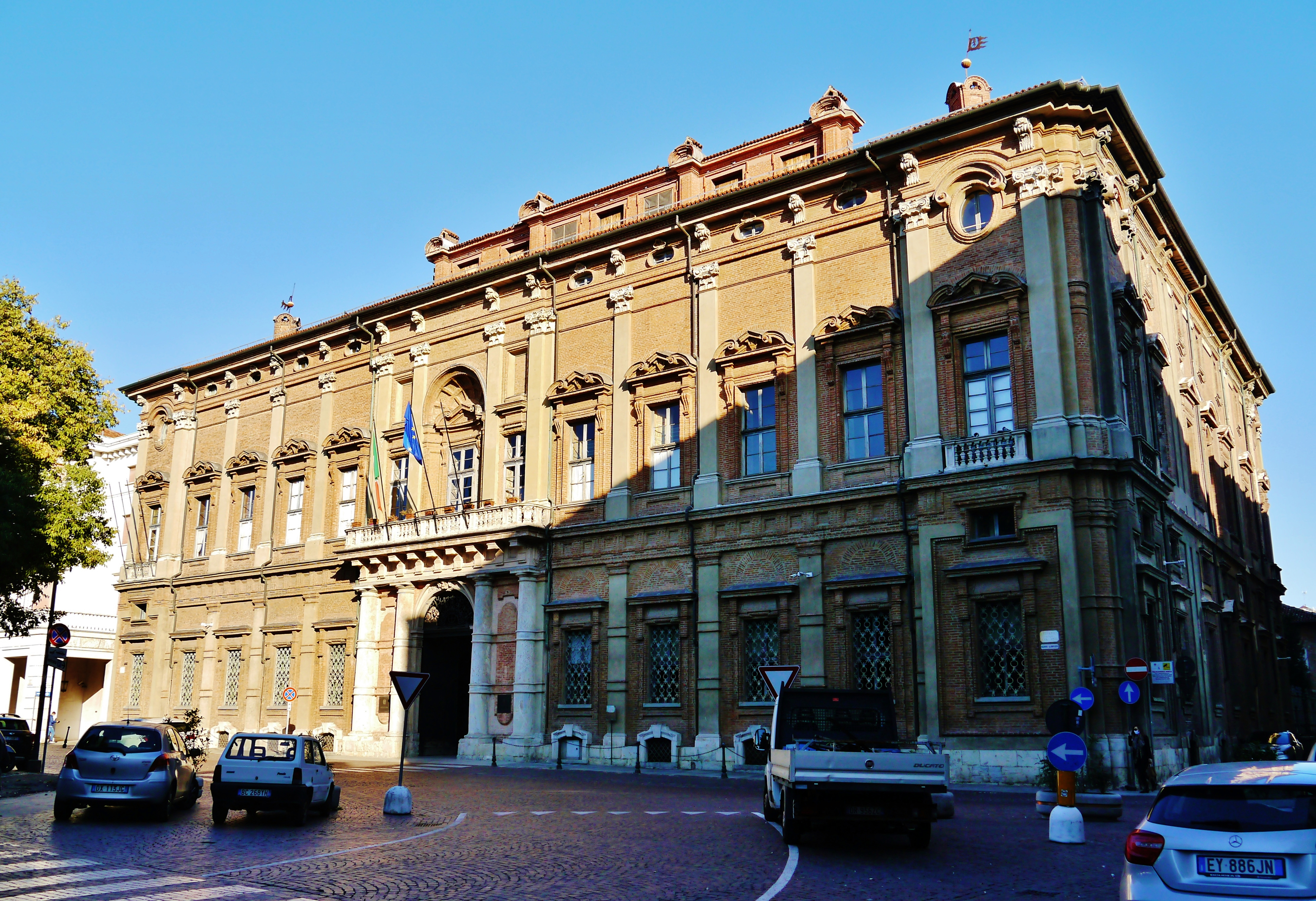
Palazzo Ghilini, edificato per volontà di Tommaso Ottaviano II Ghilini e progettato da Benedetto Alfieri.

Membro dell'antica famiglia nobile alessandrina dei Ghilini, nacque nel 1667 ad Alessandria, figlio secondogenito di Giacomo Ottaviano (*1619 †1703) e di Angela Arborio di Gattinara dei conti di Sartirana. Nel 1704 fu eletto decurione di Alessandria.
Durante la Guerra di successione spagnola, Tommaso fu implicato, assieme al marchese Francesco Moscheni, il conte Giovanni Guasco e l'abate Francesco Perboni, in un'accusa di cospirazione per consegnare Alessandria alle forze alleate sabaudo-imperiali. L'accusa, sollevata da Leopoldo Morotti, fu però giudicata infondata dal Senato di Milano nel 1706, portando alla liberazione di Tommaso dalle prigioni milanesi. Questo episodio divenne poi motivo di merito agli occhi di Vittorio Amedeo II di Savoia, che lo accolse favorevolmente a corte e che il 19 settembre 1713 lo nominò gentiluomo di camera. Il 28 gennaio 1707, l'accusatore Morotti fu giustiziato nella piazza della cattedrale di San Pietro ad Alessandria, piazza che presto avrebbe ospitato la sontuosa residenza dei Ghilini.
Nel 1713, il pontefice gli concesse il privilegio di accedere a testi inclusi nell'indice dei libri proibiti, ad eccezione delle opere di Niccolò Machiavelli, riconoscendo la sua erudizione. Già dal 1703, in virtù della sua integrità morale e delle sue qualità, Tommaso era stato ammesso tra i membri dell'Inquisizione della diocesi di Alessandria, beneficiando della licenza di portare armi, in quanto nobile e membro del tribunale dell'Inquisizione.
La sua presenza a corte divenne più notevole nel 1714, quando accompagnò Vittorio Amedeo II in Sicilia per l'incoronazione, seguita ai trattati di Utrecht e Rastatt, che assegnarono l'isola al dominio sabaudo. Nel 1721, Tommaso ricevette dal sovrano l'incarico di giudice delle strade per il biennio 1722-23, in un periodo in cui la famiglia Ghilini mirava all'ampliamento dei propri titoli feudali.
Suo padre, nel 1670, aveva acquisito il titolo marchionale sul feudo di Maranzana e, nel 1680, la contea di Rivalta per 62.000 lire milanesi. Il feudo di Gamalero, entrato nel patrimonio familiare all'inizio del XVIII secolo, era stato posseduto dai Ghilini già dal 1438 quando il duca di Milano lo aveva donato al proprio segretario, Simonino Ghilini, insieme con alcune quote di Borgoratto. A Sezzadio, i Ghilini si erano stabiliti come proprietari fondiari prima ancora di ottenere titoli feudali, grazie al rimborso di un prestito concesso nel 1689 a Giacomo Cortona con una porzione di terreno.
Il 7 gennaio 1720, Vittorio Amedeo II promulgò un editto che permetteva a diverse famiglie di accedere alla nobiltà attraverso l'acquisto di quote di giurisdizione feudale. Di conseguenza, dal 1722, Tommaso si adoperò per consolidare i possedimenti familiari, acquisendo terre a Sezzadio per 1400 lire di Piemonte e ottenendo il titolo marchionale su Sezzadio e Gamalero nel 1726, dietro pagamento di 32.000 lire.
Tommaso possedeva circa trenta case in città, molte delle quali con bottega, che garantivano significativi introiti da affitti. Il palazzo Ghilini, ultimato nel 1732 e progettato dal giovane architetto Benedetto Alfieri, suo nipote, divenne un simbolo del prestigio della famiglia.
Tommaso Ottaviano Ghilini rappresenta un caso emblematico di nobiluomo integrato nella struttura burocratica del Ducato di Savoia, prima, e del Regno di Sardegna poi, dopo la guerra di successione spagnola. A differenza di molti nobili delle regioni appena annesse, che mal vedevano l'inglobamento nei domini di Vittorio Amedeo II, Ghilini seppe adattarsi e trovare un ruolo di rilievo all'interno del nuovo ordine.
La sua fede lo portò ad essere particolarmente attivo nella vita religiosa, tanto che si dedicò alla scrittura di numerose lettere agli ordini religiosi tra cui i domenicani, i minori osservanti, i cappuccini e i carmelitani scalzi. Questo suo impegno fu riconosciuto anche dalla Chiesa, tanto che ricevette da papa Clemente XI il permesso speciale di celebrare la messa nelle cappelle private delle sue proprietà e nel suo palazzo ad Alessandria, un privilegio non comune all'epoca.
La sua presenza a corte non terminò con la morte di Vittorio Amedeo II, ma continuò anche sotto il regno di Carlo Emanuele III, mantenendo il prestigioso ruolo di primo gentiluomo. La data e il luogo della sua morte rimangono incerti, ma si sa che avvenne nell'ottobre del 1748. La sua eredità fu poi trasmessa al figlio Vittorio Amedeo, che nel 1752 ricevette l'investitura ufficiale del feudo di Sezzadio, consolidando il legame della famiglia Ghilini con il territorio e la corte sabauda.

## Matrimonio e discendenza
Il 20 febbraio 1700, si unì in matrimonio con Francesca Botta Adorno di Pavia. Dal matrimonio nacquero otto figli:
- Angela (*1702 †1780). Nel 1720 sposò a Torino Giulio Balbis, dei signori del marchesato di Ceva, e in seconde nozze, nel 1736, il conte Baldassarre Saluzzo di Paesana, senatore di Piemonte e poi consigliere del Reale Consiglio di Sardegna;
- Vittoria (*1707 †1769). Nel 1732 prese i voti dell'Ordine agostiniano;
- Maria Matilde (*1710 †1717);
- Isabella (*1712 †1713);
- Vittorio Amedeo (*1714 †1766). Visse sostanzialmente di rendita, curando i lasciti feudali paterni;
- Isabella Anna Maria (*1715 †?). Sposò, nel 1735, il conte Felice Silvestro Roero Trotti di Revello, figlio del governatore della città e provincia di Saluzzo;
- Giovanni Ambrogio Maria (*1716 †1792). Entrò nel Sovrano Militare Ordine di Malta, fu governatore di Valenza e di Casale Monferrato;
- Tommaso Maria (*1718 †1787). Fu cardinale, arcivescovo cattolico e nunzio apostolico.

## Ascendenza
|                              |                    |                          | Genitori                             |  |  | Nonni |  |  | Bisnonni                     |  |  | Trisnonni        |  |
|                              |                    |                          |                                      |  |  |       |  |  | Giovanni Giacomo III Ghilini |  |  | Tomaso I Ghilini |  |
|                              |                    |                          |                                      |  |  |       |  |  | Giovanni Giacomo III Ghilini |  |  | Tomaso I Ghilini |  |
|                              |                    | Lodovica Ghilini         |                                      |  |  |       |  |  | Giovanni Giacomo III Ghilini |  |  |                  |  |
| Giovanni Ambrogio Ghilini    |                    |                          |                                      |  |  |       |  |  | Giovanni Giacomo III Ghilini |  |  |                  |  |
|                              |                    | Vittoria Omati           | Giovanni Ambrogio                    |  |  |       |  |  |                              |  |  |                  |  |
|                              |                    | Vittoria Omati           | Giovanni Ambrogio                    |  |  |       |  |  |                              |  |  |                  |  |
|                              |                    | Vittoria Omati           | -                                    |  |  |       |  |  |                              |  |  |                  |  |
| Giacomo Ottaviano Ghilini    |                    | Vittoria Omati           |                                      |  |  |       |  |  |                              |  |  |                  |  |
|                              |                    | Luigi Trotti Bentivolgio | Giovanni Galeazzo Trotti Bentivolgio |  |  |       |  |  |                              |  |  |                  |  |
|                              |                    | Luigi Trotti Bentivolgio | Giovanni Galeazzo Trotti Bentivolgio |  |  |       |  |  |                              |  |  |                  |  |
|                              |                    | Luigi Trotti Bentivolgio | Vittoria Guasco                      |  |  |       |  |  |                              |  |  |                  |  |
| Vittoria Trotti Bentivoglio  |                    | Luigi Trotti Bentivolgio |                                      |  |  |       |  |  |                              |  |  |                  |  |
|                              |                    | Cintia Fara              | Alessandro Fara                      |  |  |       |  |  |                              |  |  |                  |  |
|                              |                    | Cintia Fara              | Alessandro Fara                      |  |  |       |  |  |                              |  |  |                  |  |
|                              |                    | Cintia Fara              | Catterina Trotti                     |  |  |       |  |  |                              |  |  |                  |  |
| Tommaso Ottaviano II Ghilini |                    | Cintia Fara              |                                      |  |  |       |  |  |                              |  |  |                  |  |
|                              | Ferdinando Arborio | Giacomo Arborio          |                                      |  |  |       |  |  |                              |  |  |                  |  |
|                              | Ferdinando Arborio | Giacomo Arborio          |                                      |  |  |       |  |  |                              |  |  |                  |  |
|                              | Ferdinando Arborio | Anna Fieschi             |                                      |  |  |       |  |  |                              |  |  |                  |  |
| Carlo Ambrogio Arborio       | Ferdinando Arborio |                          |                                      |  |  |       |  |  |                              |  |  |                  |  |
|                              |                    | Camilla Lomellini        | Ambrogio Lomellini                   |  |  |       |  |  |                              |  |  |                  |  |
|                              |                    | Camilla Lomellini        | Ambrogio Lomellini                   |  |  |       |  |  |                              |  |  |                  |  |
|                              |                    | Camilla Lomellini        | Luigia Spinola                       |  |  |       |  |  |                              |  |  |                  |  |
| Angela Arborio               |                    | Camilla Lomellini        |                                      |  |  |       |  |  |                              |  |  |                  |  |
|                              |                    | Francesco Guasco         | Alessandro Guasco                    |  |  |       |  |  |                              |  |  |                  |  |
|                              |                    | Francesco Guasco         | Alessandro Guasco                    |  |  |       |  |  |                              |  |  |                  |  |
|                              |                    | Francesco Guasco         | Francesca di Gallarate               |  |  |       |  |  |                              |  |  |                  |  |
| Isabella Guasco              |                    | Francesco Guasco         |                                      |  |  |       |  |  |                              |  |  |                  |  |
|                              |                    | Lucrezia Guasco          | Cristoforo Guasco                    |  |  |       |  |  |                              |  |  |                  |  |
|                              |                    | Lucrezia Guasco          | Cristoforo Guasco                    |  |  |       |  |  |                              |  |  |                  |  |
|                              |                    | Lucrezia Guasco          | Clara Attendolo Bolognini            |  |  |       |  |  |                              |  |  |                  |  |
|                              |                    | Lucrezia Guasco          |                                      |  |  |       |  |  |                              |  |  |                  |  |

### Esplicative
1. ↑  Francesca Maria Botta Adorno, nata il 13 gennaio 1683 a Pavia, figlia del marchese Luigi, conte di Silvano, e di Maria Matilde Meli Lupi di Soragna. Era inoltre sorella di Antoniotto Botta Adorno, noto maresciallo che guidò le truppe ungheresi nell'occupazione di Genova, per poi diventare reggente dello Stato di Toscana e plenipotenziario dell'imperatore Giuseppe I d'Asburgo in Italia. Le cronache dell'epoca riportano che Francesca Maria visse un'esistenza contrassegnata da difficoltà relazionali con il consorte, risultando in una vita ritirata, caratterizzata da profonda infelicità e isolamento sociale. Questo stile di vita, descritto da alcuni storici come una forma di malinconia diffusa tra le donne dell'aristocrazia di quel periodo in Alessandria, la vide confinata nella propria dimora, lontana da qualsiasi contatto sociale. La sua morte avvenne il 20 aprile 743 (cfr. Francesco Guasco, tav. VII).

### Bibliografiche
1. 1 2 3 4  Francesco Guasco, tav. VII.
2. ↑  ASAL, ASCAL.
3. ↑  Carlo Guasco.

### Codici, fondi, archivistica
- Sentenza dell’Ecc.mo Senato di Milano profferta contro Leopoldo Marotti, in Archivio Ghilini, ASAl, ASCAl (Archivio Storico del Comune di Alessandria), Serie I, n. 578, 28 gennaio 1707.
- Carlo Guasco, Cronaca alessandrina, a cura di Annibale Civalieri Inviziati, Torino, 1894-1897.

### Genealogica, araldica
- Francesco Guasco di Bisio, Famiglie Ghilini, Lanzavecchia, Gavigliani, Straneo, in Tavole genealogiche di famiglie nobili alessandrine e monferrine dal secolo IX al XX, vol. 6, opera postuma riveduta e pubblicata dal figlio Emilio, Casale, Tipografia Cooperativa Bellatore, Bosco & C., 1930.

### Storica, annalistica, trattatistica
- Lucio Bassi, Ghilini. Il palazzo e la sua storia, Alessandria, Provincia di Alessandria, 1989.
- Annalisa Dameri e Roberto Livraghi, Il nuovo volto della città. Alessandria nel Settecento, Alessandria, SO.G.ED. srl, 2005, ISBN 9788890458408.

### Biografica
- Paola Bianchi, Tommaso Ottaviano II Ghilini, in Dizionario biografico degli italiani, vol. 53, Roma, Istituto dell'Enciclopedia Italiana, 2000.